# Pieter Adolfse de Zeeuw
Pieter Adolfse de Zeeuw (Goes, 1639 - Amsterdam, 11 augustus 1714) was een Nederlands architect die meerdere grachtenpanden in het centrum van Amsterdam heeft gebouwd.

## Biografie
De in Goes geboren Pieter Adolfse de Zeeuw kwam al op jonge leeftijd naar Amsterdam en woonde er in 1670 aan de Herengracht. Als meester-timmerman en aannemer was hij betrokken bij de bouw van meerdere panden binnen de Amsterdamse grachtengordel. Later stond hij in 1709 ook als makelaar en rooimeester geregistreerd. De Zeeuw werkte onder meer samen met architect Adriaan Dortsman en beeldhouwer/architect Anthonie Turck.
Een selectie van panden gebouwd door Pieter Adolfse de Zeeuw als bouwmeester:
- Herengracht 506 (1685)
- Herengracht 508 (1688)
- Herengracht 510 (1688)
- Keizersgracht 452 (1685); Huis Fuld, een stadspaleis gebouwd voor Joannes Vinckel.
- Keizersgracht 481 (1670)
- Keizersgracht 483-489 (1685); een serie pakhuizen in opdracht van Andries Pels, waaronder Pakhuis Sparreboom.
- Keizersgracht 615 (1712)
- Prinsengracht 857 (1695); het Deutzenhofje in opdracht van Agneta Deutz.
- Vijzelgracht 2 (1683); het Walenweeshuis, later Maison Descartes.

## Galerij

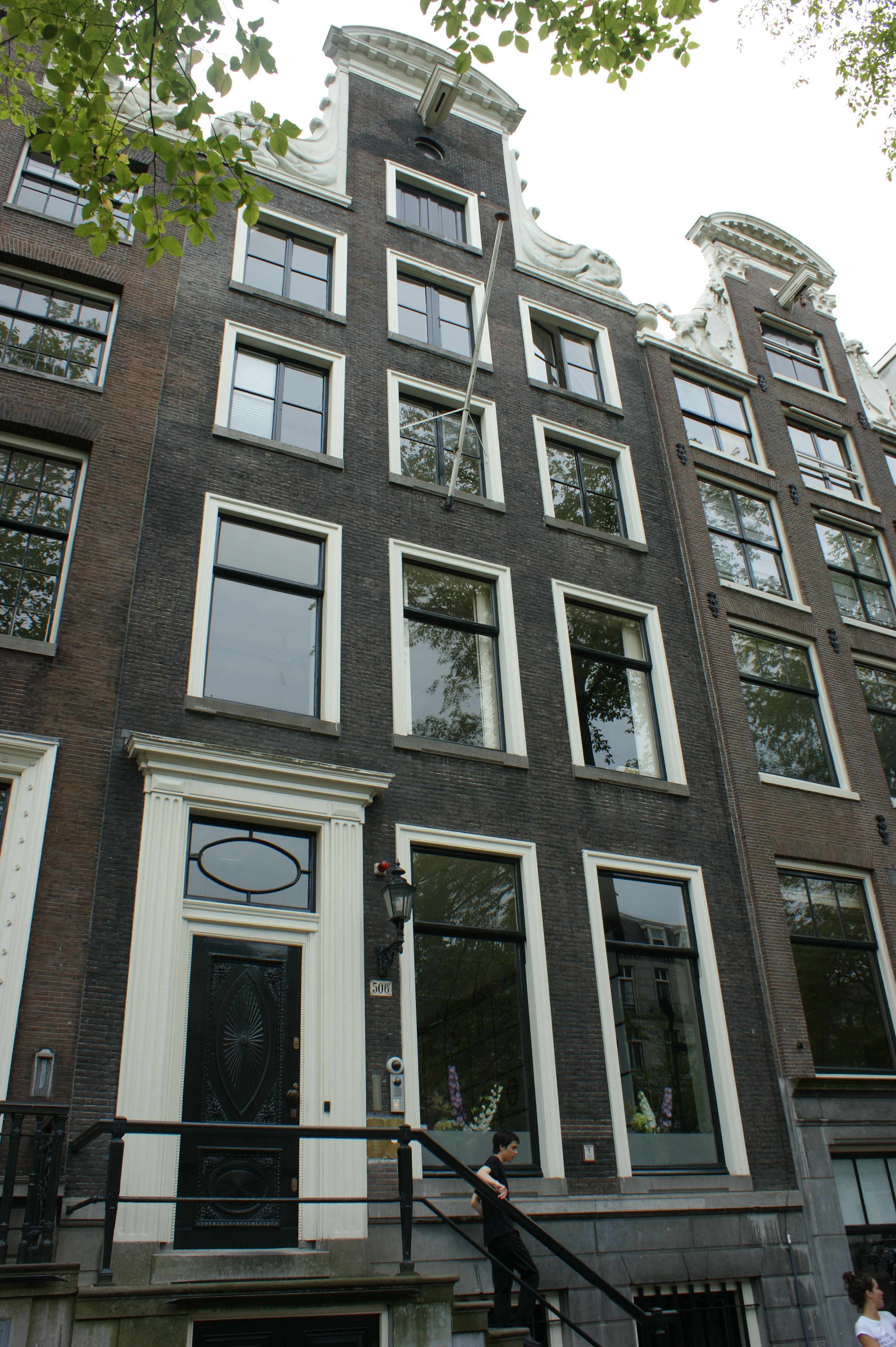
Herengracht 506
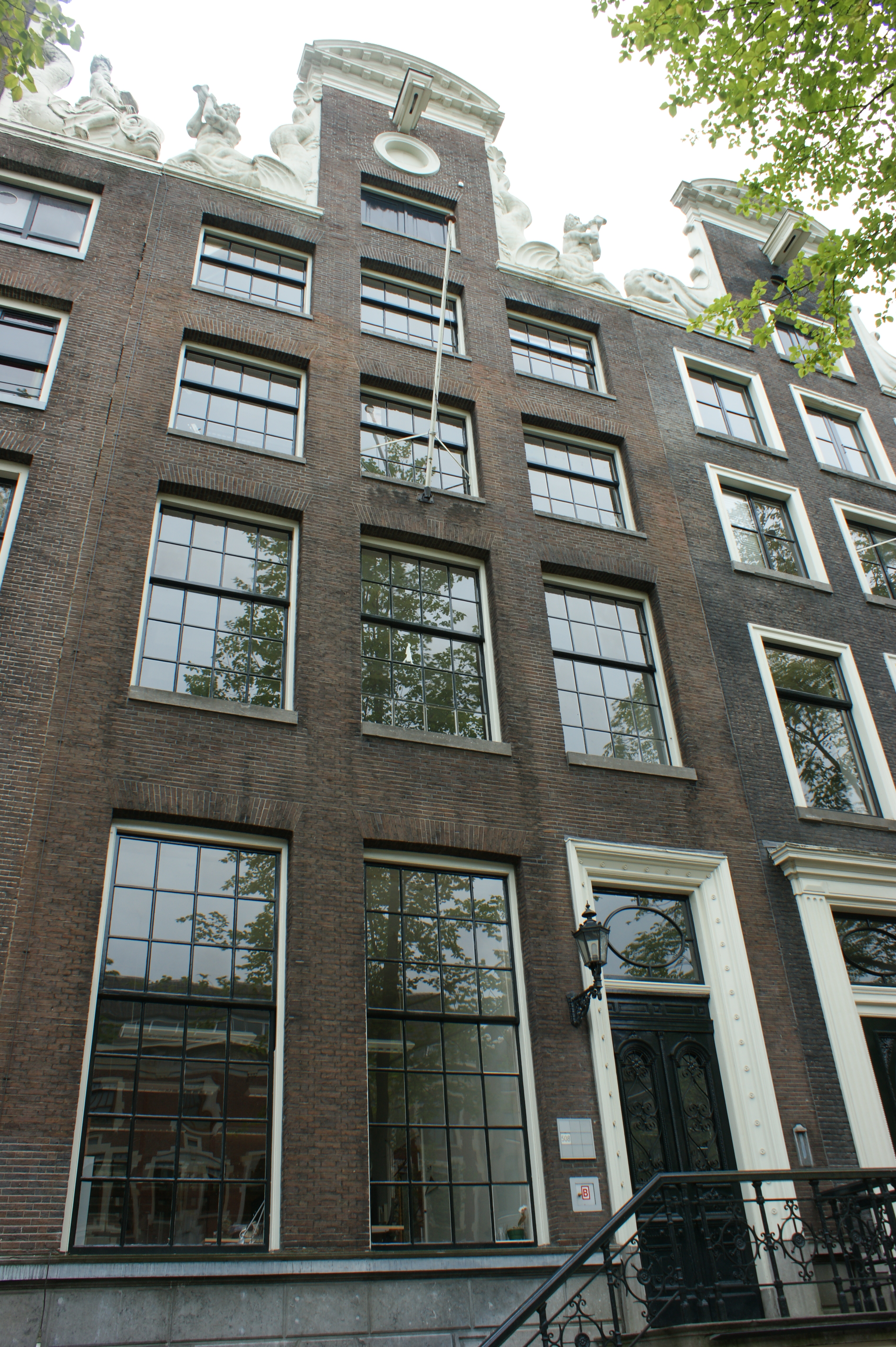
Herengracht 508
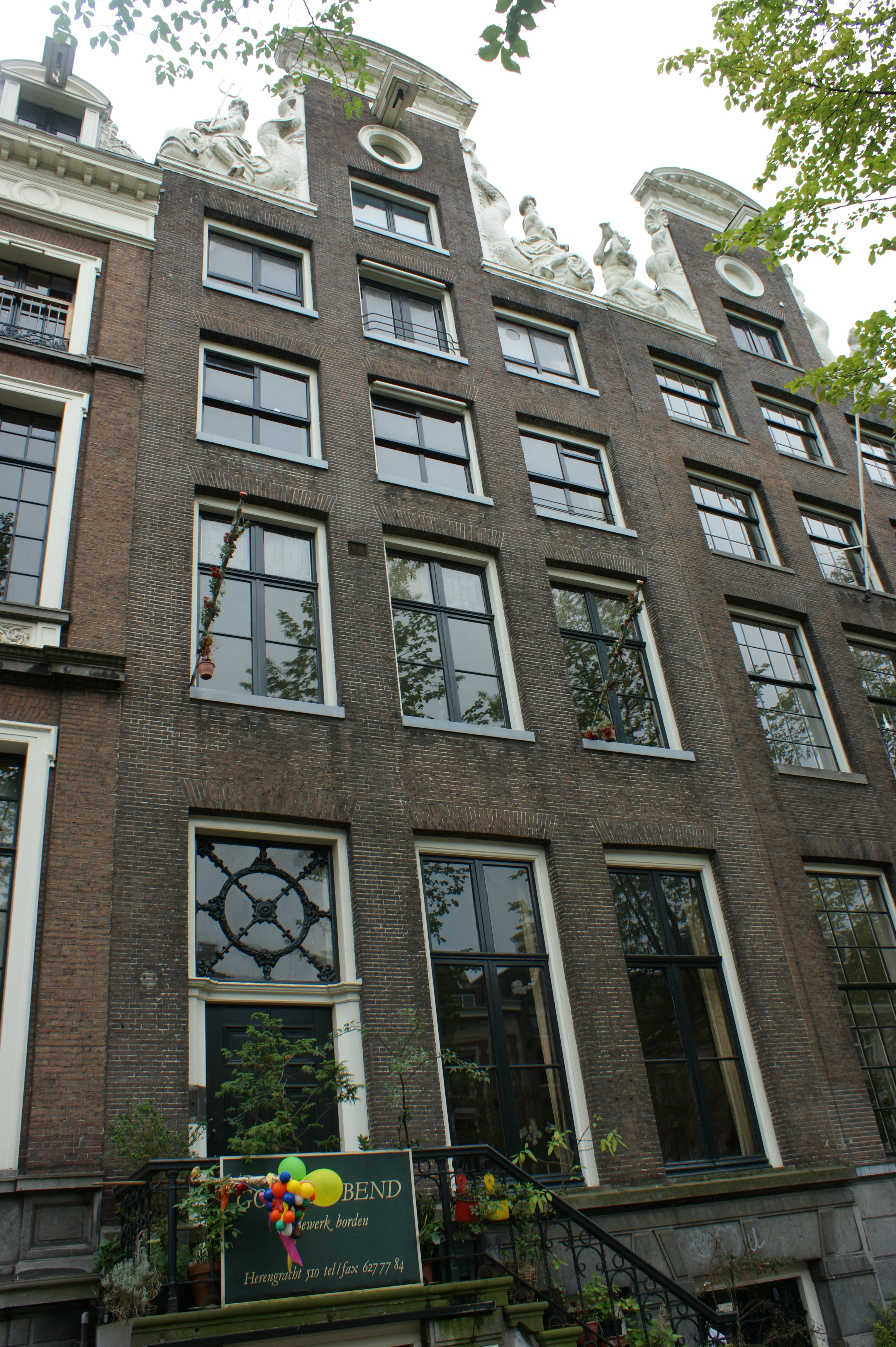
Herengracht 510
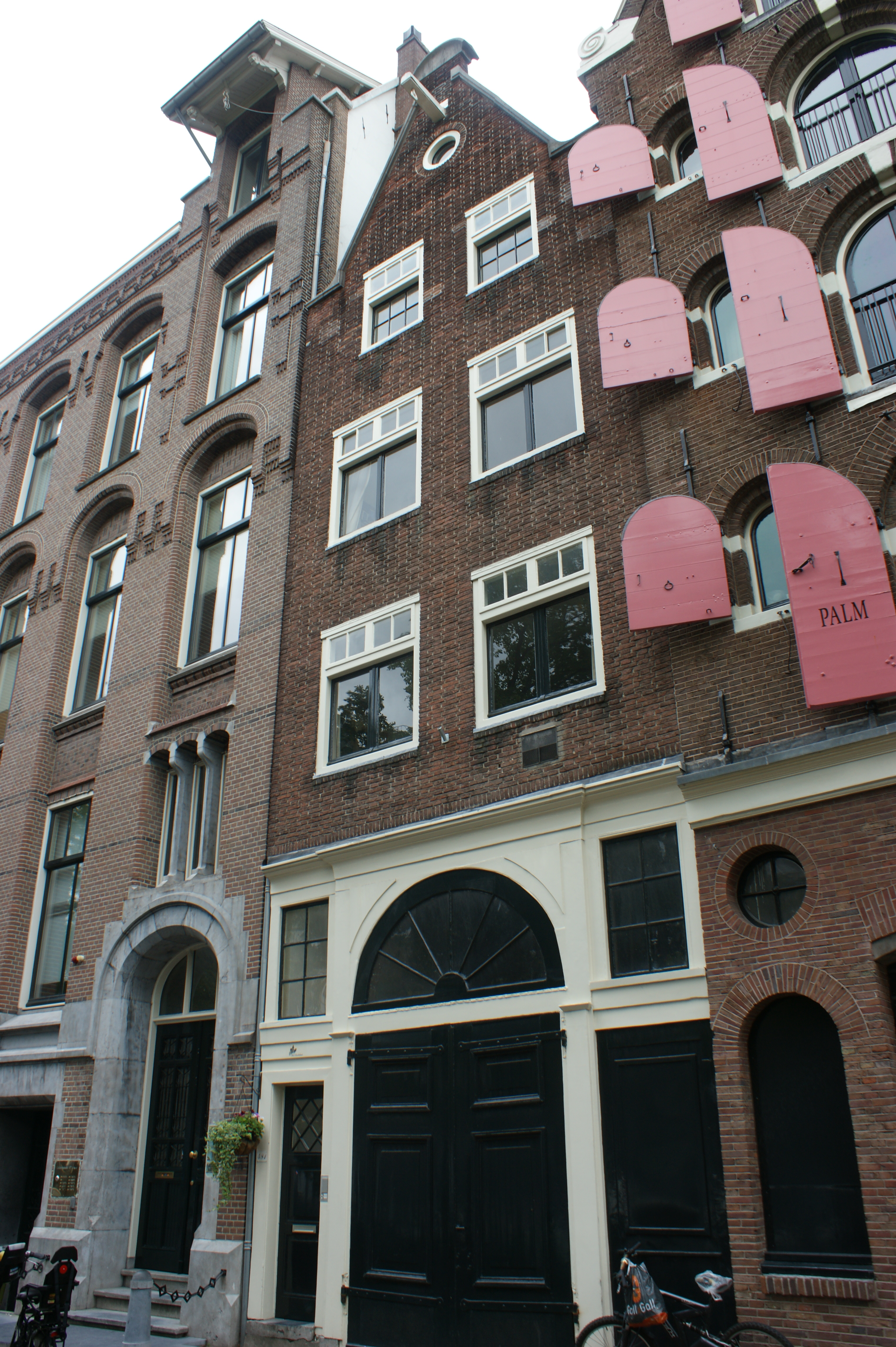
Keizersgracht 481
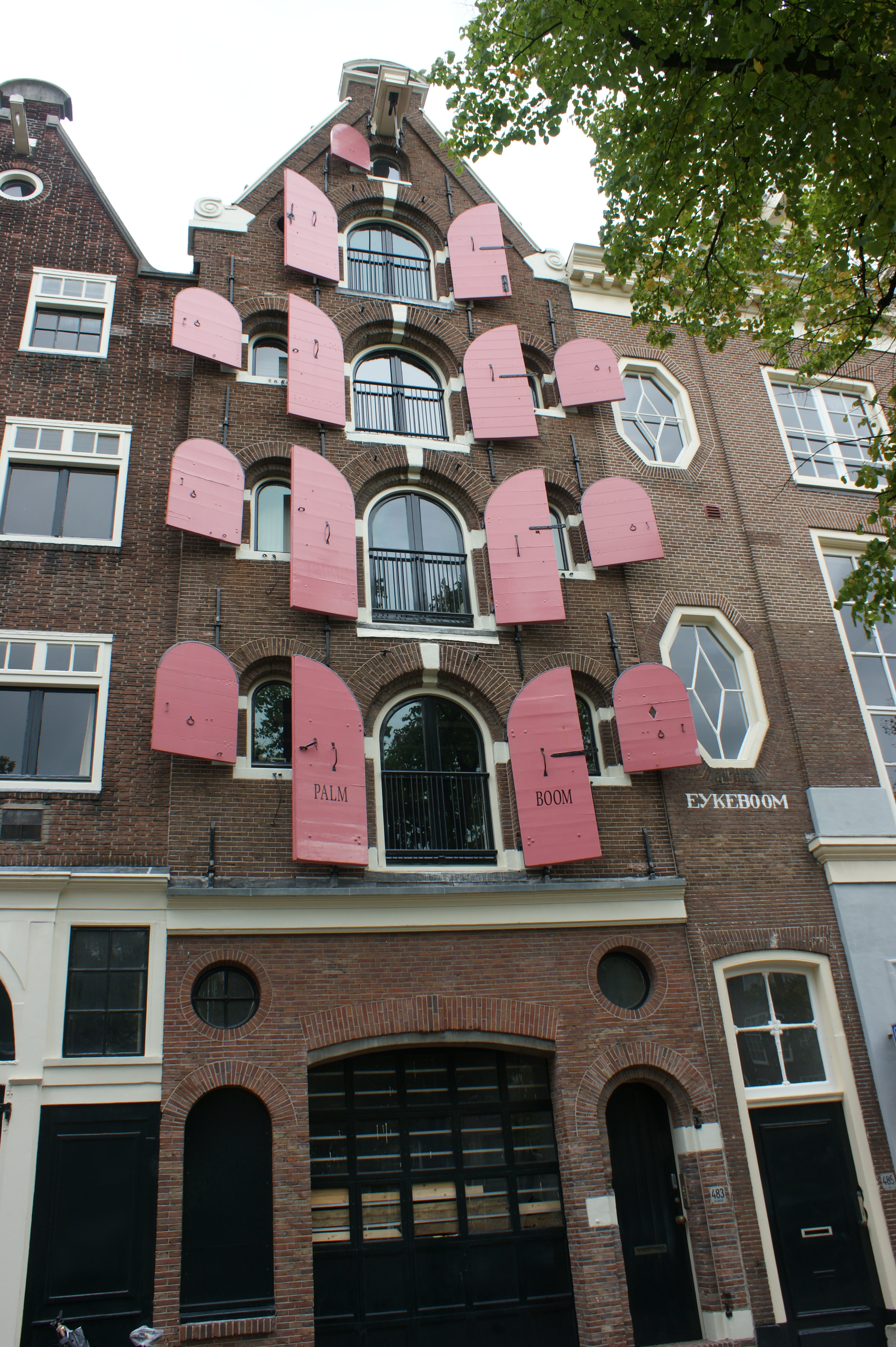
Keizersgracht 483
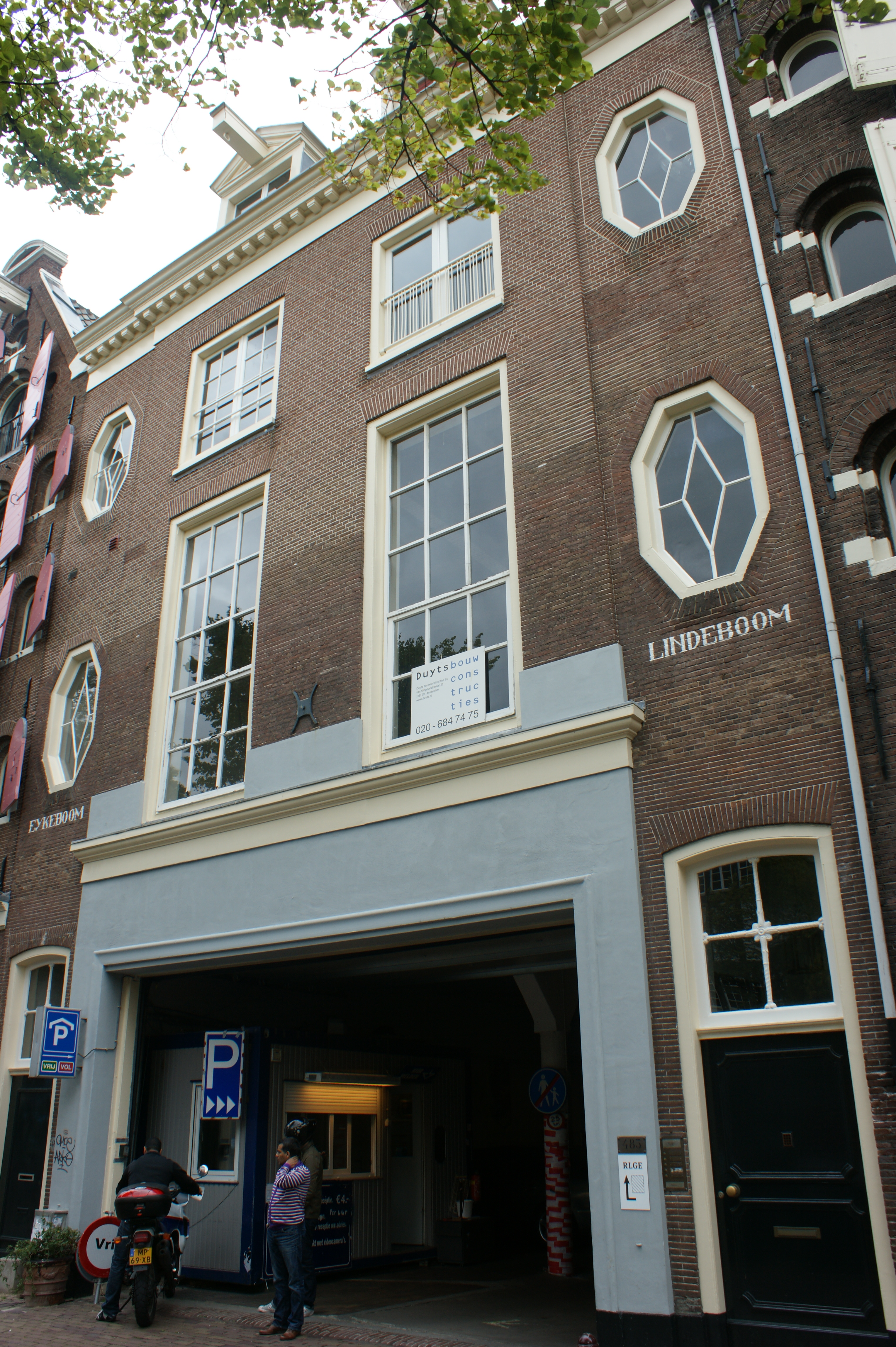
Keizersgracht 485
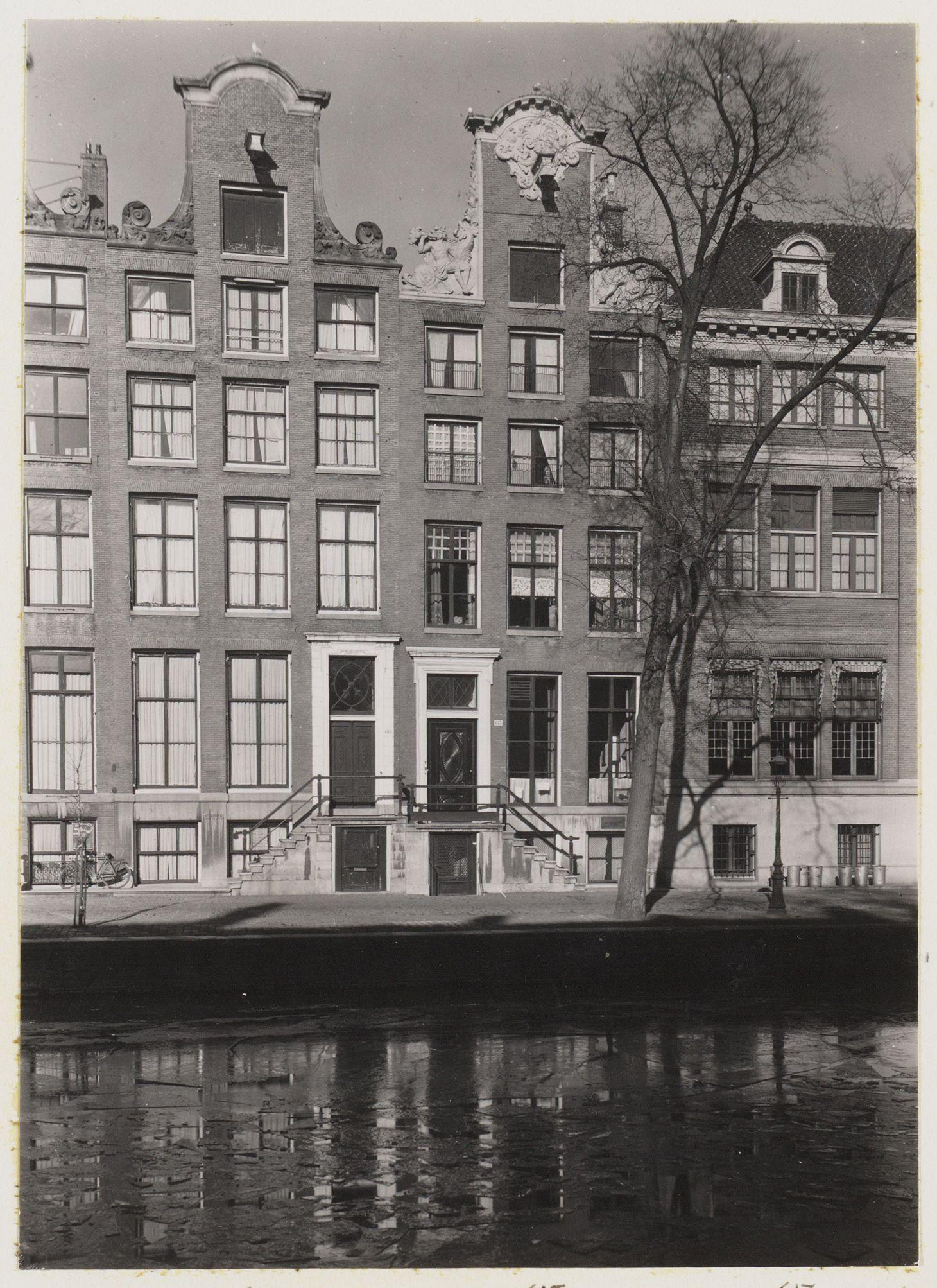
Keizersgracht 615
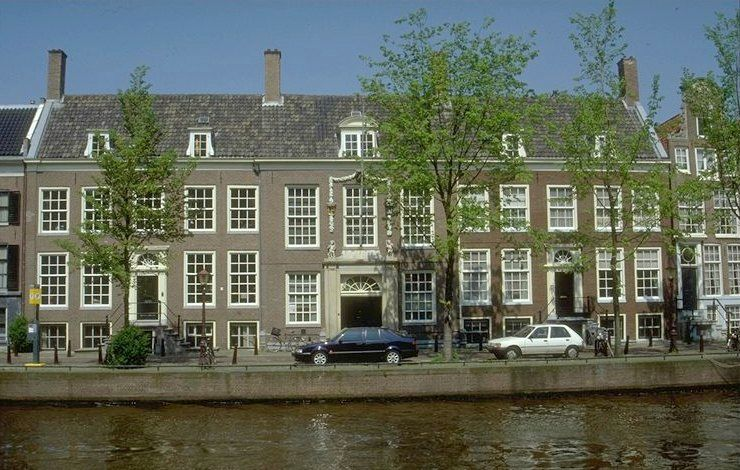
Prinsengracht 857
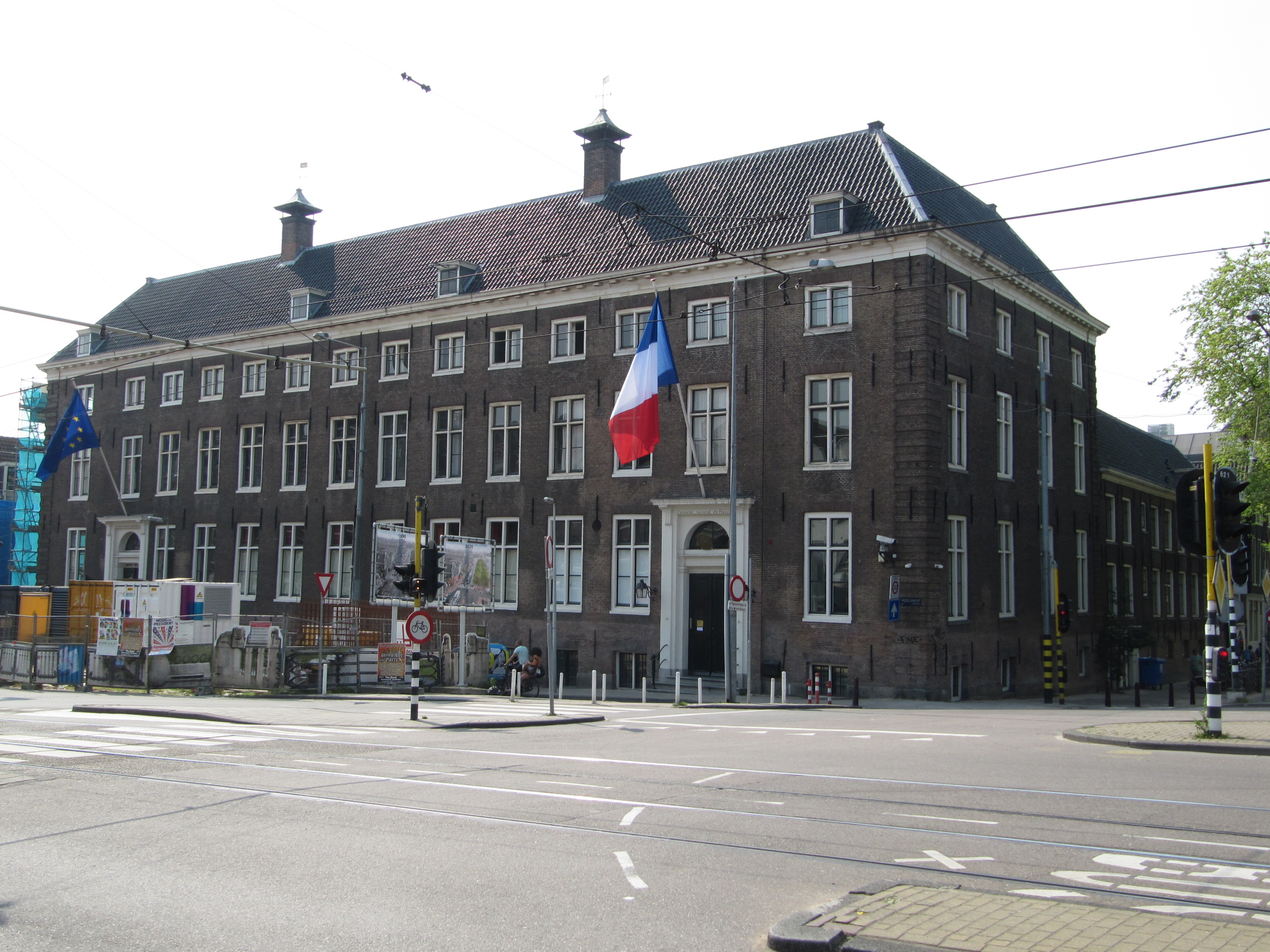
Vijzelgracht 2